# Siegmund Friedrich Dresig
Siegmund Friedrich Dresig (auch: Sigismundus Dresigius oder Siegmund Friedrich Dresick) (* 1. Oktober 1703 in Vorberg bei Lübbenau; † 10. Januar 1742 in Leipzig) war ein deutscher Altphilologe und Pädagoge.

## Leben
Dresig wurde in Vorberg in der Niederlausitz geboren. Von 1719 bis 1724 besuchte er die Fürstenschule St. Augustin in Grimma. Ab 1724 studierte er an der Universität Leipzig, die er 1730 mit dem Magister und anschließend mit der Habilitation beendete. Von 1734 bis 1742 war er, als Nachfolger von Johann August Ernesti, Konrektor an der Thomasschule zu Leipzig, an der gleichzeitig Johann Sebastian Bach als Thomaskantor tätig war. Dresig übernahm für 50 Taler (die Hälfte von Bachs Gehalt) dessen Pflichten zum Lateinunterricht.
Gemeinsam mit Johann Erhard Kapp führte er eine literarische Disputation gegen Christian Siegmund Georgi und dessen Kritik und Exegese des neuen Testaments.
Gemeinsam mit seinem Cousin Adam Heinrich Dresig schrieb er 1738 den Artikel: Sigism. Frider. Dresigii Epistola animadversiones in Fabri Thesaurum complectens: qua viro clarissimo atque amplissimo domino Adamo Henrico Dresigio.
Dresig starb 1742 durch Selbstmord in Leipzig.